# Институт современной физики
Институт современной физики (англ. Institute of Modern Physics, IMP, кит. трад. 中国科学院近代物理研究所) — государственная организация в составе Китайской академии наук, отделение в Ланьчжоу. Институт специализируется в физике высоких энергий, ядерной физике, физике ускорителей.

## Основные экспериментальные установки
- HIRFL (Heavy Ion Research Facility in Lanzhou) — ускорительный комплекс на базе циклотронов CFS, SSC и накопительного кольца CSR[1].
- HIAF (High Intensity Heavy-ion Accelerator Facility) — строящийся тяжелоионный ускорительный комплекс[2].
- CiADS (China initiative Accelerator Driven System) — строящийся центр для разработки и изучения управляемых пучком подкритических ядерных реакторов, на базе мощного (2.5 МВт в пучке) протонного ускорителя[3].